# Komthurmühle
Die Komthurmühle ist ein Wohnplatz im Ortsteil Dahnsdorf der Gemeinde Planetal im Landkreis Potsdam-Mittelmark im Land Brandenburg.

## Geografische Lage
Der Wohnplatz liegt im Osten der Gemeinde, dort östlich des Ortsteils Dahnsdorf und grenzt im Nordosten, Osten und Südosten an die Gemeinde Niemegk. Von Südwesten kommend fließt die Plane in nordöstlicher Richtung durch den Wohnplatz. Ebenfalls von Südwesten kommend fließt nördlich der Plane der Lünsdorfer Bach ebenfalls in nordöstlicher Richtung und entwässert nördlich des Wohnplatzes in die Plane. Die Wohnbebauung konzentriert sich südlich der Bundesstraße 102, die von Nordwesten kommend in südöstlicher Richtung durch den Wohnplatz führt. In ihrem weiteren Verlauf stellt sie nach wenigen Metern über die Anschlussstelle Niemegk eine Verbindung zur Bundesautobahn 9 her.

## Geschichte und Name
Über die urkundliche Ersterwähnung existieren unterschiedliche Angaben. Das Naturparkzentrum Hoher Fläming gibt an, dass eine Wassermühle an der Plane erstmals im Jahr 997 urkundlich erwähnt wurde. Sie wurde im Jahr 1248 von Albrecht I. an den Deutschen Ritterorden verschenkt, der seit 1227 im Besitz der Komturei Dahnsdorf war, deren Besitzer Abgaben an das Rittergut leisten musste. In Rohrlachs Ortsnamenslexikon (2011) wird diese Schenkung der „alten Mühle bei Dahnsdorf“ als urkundliche Ersterwähnung aufgeführt (im Dokument auf Latein als antiquum molendium apud Danesdorp). Auch 1326 ist der Name die alde müle in einer Urkunde auf Deutsch belegt.
Im Jahr 1538 ist „der Müller in der Planemühle“ urkundlich erwähnt. In Bezug auf die Komturei, in deren Besitz bzw. „Pacht“ sie bis 1776 war, wurde die Wassermühle in jüngeren Urkunden auch als Brüdermühl (belegt um 1710), Ordens-Mühle (1743) oder wie heute Comthur-Mühle (1861) bezeichnet. Der Gebrauch des heutigen Namens, in lokaler mittelmärkischer Mundart als Kuntermelle ausgesprochen, ist jedoch älter als das 19. Jahrhundert.
Im Dreißigjährigen Krieg lag die Mühle von 1638 bis 1648 wüst und brannte vor 1689 ab. Anschließend wurde sie neu aufgebaut, brannte im Jahr 1813 wieder ab und wurde 1822 erneut aufgebaut. Die Abgabenpflicht bestand bis in das Jahr 1832. Auf dem Wohnplatz standen im Jahr 1858 ein Wohn- sowie vier Wirtschaftsgebäude, in dem neun Personen lebten. Die Anzahl ging auf sieben Personen im Jahr 1871 zurück. Ein Jahr später übernahm die Familie Gehricke die Mühle, die seit dieser Zeit dort wohnt. Im Jahr 1885 war die Anzahl der Einwohner auf zwölf Personen gestiegen, sank auf zehn Personen im Jahr 1895 und acht Personen im Jahr 1905. Der Wohnplatz kam im Jahr 1915 zur Landgemeinde Dahnsdorf und wurde 1931 dort ein Wohnplatz. Im Jahr 1925 lebten wieder neun Personen im Wohnplatz. Seit 1975 betreibt die Familie an der Mühle eine Forellenzucht mit Fischhandel und Räucherei.